# Jono
Das Jono ist ein Schwert aus Sumatra.

## Beschreibung
Das Jono hat eine gerade, einschneidige, bauchige Klinge. Die Klinge wird vom Heft zum Ort breiter. Der Klingenrücken ist gerade, die Schneide verläuft s-förmig. Kurz vor dem Heft ist auf der Klinge ein Vorsprung ausgeschmiedet, der zur Schneidenseite übersteht. Das Heft hat kein Parier und besteht aus Holz. Der Knauf ist abgebogen und verbreitert. Die Scheiden bestehen aus Holz, sind zweiteilig und zur Befestigung mit Rattanschnüren umwickelt. Am Scheidenmund sind sie ringförmig verbreitert. Zum Heft hin verengt sich der Scheidenmund zur Breite der Klinge. Die gesamte Scheide ist mit linienförmigen Schnitzereien verziert. Das Jono wird von Ethnien in Sumatra benutzt.